# Kommanahalli, Hassan
Kommanahalli là một làng thuộc tehsil Hassan, huyện Hassan, bang Karnataka, Ấn Độ.